# Cachoeira do Sul
Cachoeira do Sul é um município brasileiro do estado do Rio Grande do Sul, emancipado de Rio Pardo e instalado em 1820. A origem de seu nome se deve a uma antiga cachoeira existente no Rio Jacuí, porém em seu lugar foi construída a Ponte do Fandango. Fisiograficamente, está na Depressão Central do Rio Grande do Sul, na área compreendida como Vale do Jacuí, além de ser a principal e maior cidade do Conselho Regional de Desenvolvimento do Jacuí Centro e da Diocese de Cachoeira do Sul. Atinge uma altitude média de 26 metros ao nível do mar e encontra-se às margens da Rodovia Transbrasiliana (BR-153) e distancia-se 196 km da capital do Estado, Porto Alegre, e 1 663 km da capital brasileira, Brasília.
Cachoeira do Sul ostenta o título de "Capital Nacional do Arroz", devido aos seus laços históricos com este grão. Em comemoração a isto, a cidade sedia a Feira Nacional do Arroz (Fenarroz), o maior evento orizícola das Américas e o segundo no mundo. O município também é o maior produtor de noz-pecã da América Latina. Possui diversos pontos turísticos, dentre os quais pode-se citar o Château d'Eau (cartão-postal da cidade) e a Ponte do Fandango, primeira ponte-barragem construída no Brasil, sobre o Rio Jacuí.

## História
A história da cidade confunde-se com as disputas territoriais entre Portugal e Espanha no sul do Brasil.

### Fundação e período colonial
A história do município inicia em 1750, quando tropas portuguesas vindas de São Paulo receberam sesmarias e começaram a povoar a área em volta ao Rio Jacuí, para segurança ao cumprimento do Tratado de Madri. As tropas estabeleceram-se com estâncias de criação de gado bovino. Para demarcar a linha de fronteira foi designado para ir ao Rio Grande do Sul, o governador e capitão general do Rio de Janeiro e Minas Gerais, Gomes Freire de Andrade, Visconde de Bobadela, acompanhado por uma comissão técnica e tropas dos exércitos espanhol e português.
Em 1754 ocorreu a Guerra Guaranítica, onde os índios residentes nas Missões se revoltaram contra o poder da Coroa Portuguesa, da Coroa Espanhola e os padres jesuítas. Com a derrota dos indígenas, alguns deles foram recolhidos por portugueses e formaram uma pequena aldeia no Cerro do Botucaraí. Em 1769 foram levados para o Passo do Fandango, onde construíram a capela de São Nicolau. O lugar é hoje o bairro Aldeia. É nessa época que a pequena vila, formada de açorianos e índios, começa a ser chamado de Cachoeira, devido às quedas d'água do Rio Jacuí que havia no local. Em 10 de julho de 1779, a Capela foi elevada à categoria de Freguesia, com a denominação  de  Freguesia de Nossa Senhora da Conceição da Cachoeira. Em 28 de setembro de 1799, foi inaugurado o novo templo católico, a Igreja Matriz Nossa Senhora da Conceição.
Em princípios de 1800, a Freguesia de Nossa Senhora da Conceição da Cachoeira entrou num período de crescimento demográfico, comercial e urbano. Contingentes oriundos das guerras de demarcação instalaram-se na povoação; casas comerciais efetuavam transações com o mercado do centro; a cidade ganhou seu atual traçado, elaborado por José de Saldanha, engenheiro, tendo a Praça da Igreja  como ponto central. Atendendo a uma aspiração da população cachoeirense, o Alvará de 26 de abril de 1819 elevou a Freguesia à categoria de vila, por ordem do rei Dom João VI, com nome de Vila Nova de São João da Cachoeira, sendo o quinto município a ser criado, precedido de Porto Alegre, Rio Grande, Santo Antônio da Patrulha e Rio Pardo. A solenidade de instalação do município ocorreu a 5 de agosto de 1820, inaugurando-se o Pelourinho, antigo símbolo da autonomia municipal. Após a criação do município, iniciou-se um período de organização política, social e administrativa.

### Período imperial
Cachoeira sofreu vários investimentos em seu período imperial, evidenciando-se o desenvolvimento nos seguintes aspectos: criação de aulas públicas (1827); organização dos serviços dos Correios (1829); estabelecimento das Posturas Municipais, (1830); construção do edifício do Paço Municipal e entrega do mesmo à Câmara (1865).
Na Revolução Farroupilha, Cachoeira se evidenciou por ser terra natal de um dos líderes da guerra: Antônio Vicente da Fontoura. Alguns a consideram como uma das capitais Farroupilhas pois Caçapava, a segunda das seis capitais, ainda não emancipada, na época pertencia ao Município de Cachoeira.
Em 1857 chegam os primeiros imigrantes alemães, dirigindo-se à Colônia Santo Ângelo, região hoje compreendida nos municípios de Agudo, Paraíso do Sul, Novo Cabrais, Cerro Branco, Dona Francisca, Nova Palma e Restinga Seca. Essas famílias alemãs dedicaram-se à agricultura, especialmente ao cultivo do arroz. Já a colonização italiana se dá a partir de 1877, quando as primeiras famílias estabelecem-se em Cortado, vindas da Quarta Colônia. Depois, essas famílias transferem-se para a cidade trabalhar no comércio cachoeirense.
Em 1859, a Lei de 15 de dezembro concedeu o foro de cidade à sede do município de Cachoeira, e a solenidade de elevação à categoria de cidade ocorreu na sessão da Câmara de 10 de janeiro de 1860, presidida por Miguel Cândido da Trindade. Em 1876, Cachoeira foi ligada a Porto Alegre por linha telegráfica. Alguns anos depois, em 7 de março de 1883, chegou à Estação Ferroviária de Cachoeira, a primeira locomotiva, inaugurando a estrada de ferro Porto Alegre - Uruguaiana.

### Período republicano

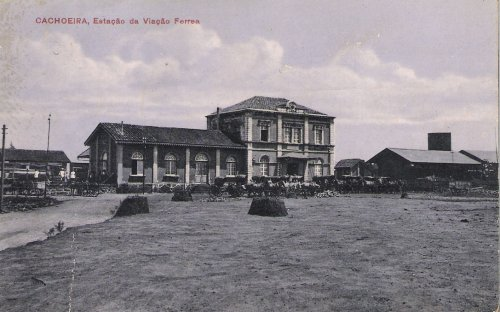
Cartão-postal de 1918, o qual mostra a antiga Estação Ferroviária de Cachoeira do Sul.

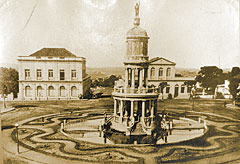
Imagem de 1926 mostrando o Château d'Eau, o antigo Teatro Municipal e a Sede da Prefeitura.

No ano de 1900, a agricultura começa a modernizar-se e acaba por impulsionar a economia cachoeirense, sendo cultivados diversos hectares de arroz, e aplicados altos investimentos em engenhos de beneficiamento de arroz. Dos que se destacam, está o Engenho Roesch. Nesta época também se dá um impulso no número de habitantes, que chegam na cidade interessados no comércio. O enriquecimento cultural também chega, com diversos eventos e encontros. Nesta época até os anos 1920 que são construídos os prédios de maior valor cultural da cidade, tais como a atual Casa de Cultura e a Câmara de Vereadores.
É no início da década de 1920 que Cachoeira atinge a liderança brasileira na produção de arroz, fato este que ganhou o apelido de "Capital Nacional do Arroz". Em 1924 é terminada a construção do 3° Batalhão de Engenharia e Combate Conrado Bittencourt e, em 1925, é inaugurado o monumento símbolo da cidade: o Château d'Eau.
A economia cachoeirense, que estava bastante desenvolvida e adiantada, estando nos primeiros lugares dos números populacionais e demográficos, passa por uma crise nos anos 1930: uma infestação de gafanhotos toma a cidade, devorando diversas plantações. Em 1941, após uma breve alta na economia e com a safra recorde de arroz, é realizada a Festa do Arroz. A festa foi um sucesso, porém ninguém esperava o que iria acontecer depois: com as sequentes chuvas, o Rio Jacuí transbordou e a parte baixa da cidade foi invadida pelas águas do rio, sendo essa a maior enchente que o município vivenciou. Por causa disso, a economia cachoeirense quebrou. Em 1944, para não haver problemas burocráticos entre o município e a cidade de Cachoeira, no estado da Bahia, mudou-se o nome de Cachoeira para Cachoeira do Sul.
Nos anos 1950 acontecem os principais avanços no transporte cachoeirense: a Transporte Nossa Senhora das Graças entra em operação, dando início ao transporte coletivo em Cachoeira do Sul. Em 1955 entra em funcionamento a estação rodoviária, localizada, na época, ao lado da Estação Ferroviária de Cachoeira do Sul. Na década de 1970 os dois endereços mudam para lugares diferentes na cidade. Em 1961 é construída a Ponte do Fandango.
Na década de 1970, os engenhos e as lavouras de arroz voltam a movimentar continuadamente a economia local, transformando Cachoeira do Sul em um polo regional, com grande desenvolvimento. Nessa época surge o rumor de ser erguida na cidade uma Universidade Federal, porém ela vai para Santa Maria. Também está nos planos de engenheiros da BR-290 cruzar a cidade, mas por falta de movimentação local, esse plano não se conclui, fazendo com que a estrada passasse às margens da Vila Piquiri. Por conta disso, é inaugurada a Rodovia Transbrasiliana, a BR-153, no trecho entre Rincão dos Cabrais e a BR-290, ligando Cachoeira a Santa Cruz do Sul e Porto Alegre.
A prosperidade do município, nos anos 1980 faz com que seja construída a Centralsul (uma cooperativa para distribuição de arroz e soja) e a plataforma de cargas do Porto de Cachoeira do Sul. Contudo, a economia local dá sinais de estagnação e a Centralsul, uma das maiores cooperativas de arroz do Rio Grande do Sul, anuncia a sua falência cinco anos depois de sua construção. Assim, a população começa a sair do município e migrar para outros centros de consumo.
Hoje, o município enfrenta o desafio de acabar com o trauma da estagnação desde os anos 1980 e que se arrastou durante toda a década de 1990. Com atrativos, a cidade está vivenciando um processo de industrialização com novas empresas, como Granol e Aracruz Celulose. Também chega para a cidade o Centro Regional IV da Universidade Estadual do Rio Grande do Sul, dentre outras instituições.

### Emancipações
Por ter um território vasto, Cachoeira do Sul teve consequentes desmembramentos. Em 1831, com a Lei de 25 de outubro, separou do município de Cachoeira, os de Alegrete (com Santana do Livramento), e Caçapava do Sul (com São Gabriel), elevando-os à condição de vilas. Em 1857, separou-se a Freguesia de Santa Maria que foi elevada à vila, por decreto de 16 de dezembro daquele ano. Em 1959 emancipam-se o 5º e o 6º Distritos de Cachoeira, formando os municípios Faxinal do Soturno e Agudo, este último parte da antiga Colônia de Santo Ângelo e o primeiro parte da antiga Colônia Silveira Martins, a Quarta Colônia de Imigração Italiana. No ano seguinte, é criado o município de Nova Palma, que também engloba parte do antigo território Cachoeirense. Os municípios Dona Francisca e São João do Polêsine emanciparam-se de Faxinal do Soturno em 1965 e 1992 respectivamente. Também surgiram do território cachoeirense os municípios de São Sepé, em 1876, (deste último, Formigueiro, em 1963) e Restinga Seca, em 1960. Em 1988 Paraíso do Sul e Cerro Branco conseguem emancipação e, em 1996, foi a vez de Rincão dos Cabrais possuir autonomia, sob o nome de Novo Cabrais.

## Geografia
A área do município é de 3.735,167 km², representando 1,3891% do Rio Grande do Sul (o nono maior município em território do estado), 0,6628% da Região Sul do Brasil e 0,044% de todo o território brasileiro. Está a 196 km de Porto Alegre, por via asfáltica, e 160,1 km em linha reta.

### Relevo e geologia
Cachoeira do Sul possui um relevo bastante variado. Em sua parte meridional há várias coxilha (leves ondulações nas planícies), sendo essa a causa para o nome de um dos distritos localizados nessa região: Cordilheira, apesar de haver poucas altitudes e morros nessa área. Em sua parte setentrional há presença de vários morros e cerros, que fazem parte das Escarpas do Botucaraí. A altitude média na zona urbana do município é de 26 metros ao nível do mar, com uma altitude máxima de 68 metros, localizada próximo ao distrito de Três Vendas.
O município é incluído na Depressão Central do Rio Grande do Sul, uma grande bacia localizada entre o Planalto Médio e as Serras do Sudeste e que é compreendida entre a Região Metropolitana de Porto Alegre até a Microrregião da Campanha Ocidental. Uma das partes dessa depressão é o Vale do Jacuí, região que abrange todas as cidades às margens do Rio Jacuí. Por sua vez, Cachoeira é a maior cidade às margens desse rio, fato este que seu apelido secundário seja Princesa do Jacuí. O Vale do Jacuí é uma região integrante da Região dos Vales, que une esse vale com o Vale do Rio Pardo, Vale do Taquari e Vale do Caí.
Quanto a geologia, o município está sobre os grupos pedológicos Pinheiro Machado e São Pedro, apresentando solos bem drenados, de coloração escura, textura média, com porcentagens elevadas de frações de terras mais grosseiras, como areia e cascalhos. Está em uma camada de escudo cristalino, com depósitos aluvionais de arenitos, siltitos e argilitos, em camadas distintas. A presença de basalto somente é evidenciada em algumas porções do limite norte, em ocorrências isoladas. A presença de rochas biogênicas como calcário, cromita, caulim e carvão mineral, na região sul do município evidenciam reservas de grandes volumes destas riquezas minerais. Da mesma forma, rochas ígneas e metamórficas, também de ocorrência no sul do município, contribuem para uma diversidade mineral, como a presença de granitos e cianitos, que constituem-se em rochas de grande valor comercial. Os principais tipos de solo existentes são o latossolo vermelho-amarelo, os litossolos, o nitossolo vermelho, os argissolos e os planossolos. Este último, utilizado para o cultivo de arroz irrigado.

### Clima
O município de Cachoeira do Sul pertence à zona climática designada pela letra C, com o tipo climático Cfa, segundo a classificação do clima de Köppen. Tal tipo climático se caracteriza por ser um clima subtropical úmido. A temperatura média é de 19 °C e a pluviosidade média de tal clima é de 1 477 mm/ano, sendo agosto o mês mais chuvoso, com 157,4 mm, e abril o mais seco, com 83,6 mm. Sofre déficit hídrico de 85 mm entre dezembro e março, não sendo raro períodos de estiagem durante o verão.
As estações do ano são bem distintas: o verão na cidade é quente, um pouco amenizado pelo efeito das águas do Rio Jacuí; já o outono é frio, com ocorrência de queda de folhas, mas também é nesse período que acontece o "veranico", época de calor comparado ao verão entre os meses de abril e maio. O inverno é muito frio, com temperaturas negativas nas partes mais altas do município, com ocorrência de geada e nevoeiro. A primavera é o início da floração. A partir do mês de outubro o calor começa novamente, com a proximidade do verão.
Os ventos que sopram na cidade são o sudeste e o leste, mas, por influência das massas de ar polar vindas do Uruguai e da Argentina, no inverno sopra o minuano. A média de umidade do ar é de 75% anualmente. Em 8 de julho de 1994 Cachoeira foi testemunha de precipitação de neve, que se repetiu no dia 4 de setembro de 2006, em forma de saraiva, com cristais de gelo.
Segundo dados do Instituto Nacional de Meteorologia (INMET), referentes ao período de 1961 a 1983, a menor temperatura registrada em Cachoeira do Sul foi de −1,8 °C em 14 de junho de 1967, e a maior atingiu 40 °C nos dias 28 de novembro de 1962, 12 de dezembro de 1968 e 30 de dezembro de 1971. O maior acumulado de precipitação observado em 24 horas foi de 120,3 mm em 12 de junho de 1975. Outros grandes acumulados foram 116,1 mm em 8 de junho de 1972, 115 mm em 17 de abril de 1977, 114,5 mm em 14 de junho de 1969 e 112,9 mm em 22 de junho de 1971. O menor índice de umidade relativa do ar foi registrado na tarde de 28 de novembro de 1962, de 20%.
| Dados climatológicos para Cachoeira do Sul (1961-1990)                              | Dados climatológicos para Cachoeira do Sul (1961-1990) | Dados climatológicos para Cachoeira do Sul (1961-1990) | Dados climatológicos para Cachoeira do Sul (1961-1990) | Dados climatológicos para Cachoeira do Sul (1961-1990) | Dados climatológicos para Cachoeira do Sul (1961-1990) | Dados climatológicos para Cachoeira do Sul (1961-1990) | Dados climatológicos para Cachoeira do Sul (1961-1990) | Dados climatológicos para Cachoeira do Sul (1961-1990) | Dados climatológicos para Cachoeira do Sul (1961-1990) | Dados climatológicos para Cachoeira do Sul (1961-1990) | Dados climatológicos para Cachoeira do Sul (1961-1990) | Dados climatológicos para Cachoeira do Sul (1961-1990) | Dados climatológicos para Cachoeira do Sul (1961-1990) |
| Mês                                                                                 | Jan                                                    | Fev                                                    | Mar                                                    | Abr                                                    | Mai                                                    | Jun                                                    | Jul                                                    | Ago                                                    | Set                                                    | Out                                                    | Nov                                                    | Dez                                                    | Ano                                                    |
| ----------------------------------------------------------------------------------- | ------------------------------------------------------ | ------------------------------------------------------ | ------------------------------------------------------ | ------------------------------------------------------ | ------------------------------------------------------ | ------------------------------------------------------ | ------------------------------------------------------ | ------------------------------------------------------ | ------------------------------------------------------ | ------------------------------------------------------ | ------------------------------------------------------ | ------------------------------------------------------ | ------------------------------------------------------ |
| Temperatura máxima recorde (°C)                                                     | 39,6                                                   | 39                                                     | 38,1                                                   | 36,5                                                   | 31,4                                                   | 31                                                     | 31,5                                                   | 33,7                                                   | 36                                                     | 36,8                                                   | 40                                                     | 40                                                     | 40                                                     |
| Temperatura máxima média (°C)                                                       | 31,2                                                   | 30,6                                                   | 28,5                                                   | 25,2                                                   | 22                                                     | 18,8                                                   | 19                                                     | 20                                                     | 22,5                                                   | 25,1                                                   | 27,7                                                   | 30,3                                                   | 25,1                                                   |
| Temperatura média (°C)                                                              | 24,5                                                   | 24,3                                                   | 22,3                                                   | 19                                                     | 16,1                                                   | 13,5                                                   | 13,7                                                   | 14,4                                                   | 16,8                                                   | 19                                                     | 21,4                                                   | 23,7                                                   | 19,1                                                   |
| Temperatura mínima média (°C)                                                       | 19,3                                                   | 19,3                                                   | 17,7                                                   | 14,4                                                   | 11,7                                                   | 9,4                                                    | 9,4                                                    | 9,9                                                    | 12,1                                                   | 13,8                                                   | 15,6                                                   | 17,8                                                   | 14,2                                                   |
| Temperatura mínima recorde (°C)                                                     | 9,3                                                    | 8,2                                                    | 7,5                                                    | 4                                                      | 0,8                                                    | −1,8                                                   | −0,2                                                   | 0                                                      | 1,5                                                    | 5                                                      | 7,6                                                    | 9,8                                                    | −1,8                                                   |
| Precipitação (mm)                                                                   | 127,6                                                  | 111,2                                                  | 121,1                                                  | 83,6                                                   | 93,3                                                   | 138,6                                                  | 145,3                                                  | 157,4                                                  | 148,4                                                  | 124,9                                                  | 112,1                                                  | 113,7                                                  | 1 477,1                                                |
| Dias com precipitação (≥ 1 mm)                                                      | 9                                                      | 7                                                      | 8                                                      | 6                                                      | 6                                                      | 8                                                      | 9                                                      | 9                                                      | 9                                                      | 8                                                      | 7                                                      | 7                                                      | 93                                                     |
| Umidade relativa (%)                                                                | 69,2                                                   | 72                                                     | 74,8                                                   | 75,6                                                   | 80,3                                                   | 81,9                                                   | 82,1                                                   | 79,1                                                   | 76                                                     | 71,4                                                   | 68,4                                                   | 66,1                                                   | 74,7                                                   |
| Fonte: Instituto Nacional de Meteorologia (recordes de temperatura de 1961 a 1983). |                                                        |                                                        |                                                        |                                                        |                                                        |                                                        |                                                        |                                                        |                                                        |                                                        |                                                        |                                                        |                                                        |

### Vegetação
A vegetação típica da cidade são os pampas, especialmente nas coxilhas. Há ilhas de mata nesses campos, principalmente composta de eucaliptos e pinus. Na beira de rios, arroios e sangas há uma arborização bastante densa, servindo de mata ciliar desses córregos. Porém a maior parte dos campos já está devastada, para a criação de gado e a prática da agricultura. Já a mata ciliar está ainda conservada; no Rio Jacuí, próximo à cidade, começa a acontecer o fenômeno da erosão.

### Hidrografia
Cachoeira situa-se na Bacia Hidrográfica do Baixo Jacuí, tendo como referência o rio Jacuí, com uma vazão média de 632 m³/s e uma largura média de 150m. Além da água de escoamento superficial, Cachoeira do Sul possui reservação de água disposta em barragens e açudes de domínio privado, que são, muitas vezes, zonas para pesca. Esta grande disponibilidade hídrica associa-se a presença do Aqüífero Guarani onde o limite sul do município, junto a borda da formação geológica do escudo cristalino é importante área de recarga desta reserva. Apesar do domínio hidrográfico principal ser do rio Jacuí, a contribuição de seus afluentes é bastante expressiva e pode-se citar como sub-bacias os rios Vacacaí e Botucaraí
Os arroios são presentes também, como pequenos córregos que banham as lavouras de arroz presentes no interior do município, como o Passo da Areia, Arroio Ferreira e Arroio Taboão, mas o maior destaque é o Arroio do Amorim, que corta a zona leste da cidade e separa a região do Prado do Centro de Cachoeira do Sul. Ainda há diversas sangas no perímetro urbano; destaque para as sangas da Inês e da Micaela, na qual se conta a lenda que, no dia que elas se encontrarem, a cidade irá cair em um buraco.

## Política
A administração se dá pelo poder executivo, poder legislativo e poder judiciário.
O primeiro representante do poder executivo e prefeito do município foi Olímpio Leal, ainda chamado de intendente, em 1892. A atual prefeita de Cachoeira é Ângela Schuh, que tomou posse em dezembro de 2023 após a renúncia do então mandatário José Otávio Germano. Ela será sucedida por Leandro Balardin (PSDB), eleito em 1º turno com 17.088 votos (40,22%) nas eleições municipais de 2024. 
O poder legislativo está na Câmara de Vereadores, denominada, no município, como Palácio Legislativo João Neves da Fontoura. Há a representatividade de quinze vereadores.
A cidade possui as seguintes representatividades do poder judiciário: uma Vara da Justiça Federal; Procuradoria da Justiça Federal; Fórum da 10ª Comarca, com duas varas cíveis, duas varas criminais e Justiça Eleitoral; Vara da Justiça do Trabalho e Ministério Público.

### Divisão territorial
Cachoeira do Sul é dividida em sete distritos: cidade de Cachoeira do Sul (zona urbana), Ferreira, Bosque, Três Vendas, Barro Vermelho, Capané e Cordilheira (zonas rurais). Os distritos do interior, por sua vez, são divididos em localidades, destacando-se Vila Piquiri (na Cordilheira), São Lourenço (em Ferreira) e Três Vendas, que apresentam uma população razoável e crescimento comercial.
Já na cidade, a divisão é feita, primeiramente, por regiões: Norte, Leste, Oeste e Sul (as divisões por regiões tem destaque apenas nos veículos de informação). As regiões são dividas em bairros.

### Símbolos oficiais
Brasão

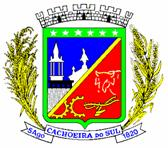
Brasão de Cachoeira do Sul.

O brasão de Cachoeira do Sul é formado por um escudo talhado, com uma coroa de torres na sua parte superior. A borda verde significa a principal atividade econômica do município: a agricultura. As estrelas prateadas no alto do bordão significam os distritos agrícolas. O escudo é dividido em duas partes por uma barra dourada. Na parte superior, o fundo é azul, mostrando a formação católica e a tranqüilidade social do município, aparecendo, ainda, desenhos da ponte e queda de água, simbolizando o Passo do Fandango. Na parte inferior, a cor vermelha significa as lutas pela fixação de fronteiras. Sobre o fundo, aparecem: uma roda dentada, um arado e uma cabeça de boi, mostrando a riqueza e o progresso da pecuária cachoeirense. Os cachos de arroz e de trigo simbolizam as principais culturas do município. Ao pé do escudo, uma faixa branca com dizer em azul, representa a data da fundação do município de Cachoeira do Sul: 5 de agosto de 1820.
Outros símbolos

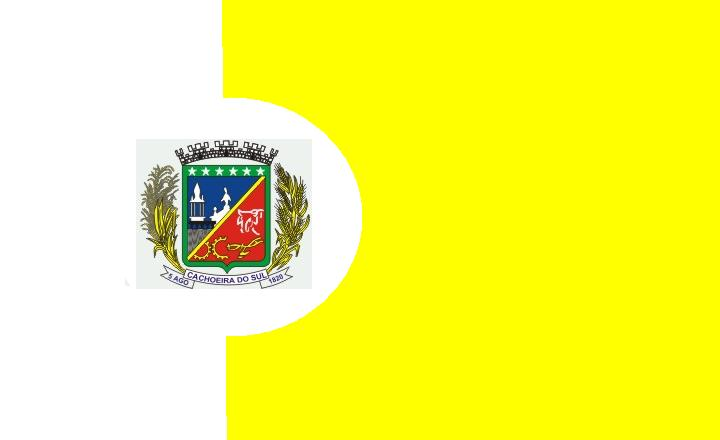
Bandeira de Cachoeira do Sul.

A bandeira de Cachoeira do Sul traz, como cores oficiais o branco e o amarelo, o brasão estampado sobre as duas cores. O branco significa o progresso e a paz. O amarelo-ouro representa as riquezas do município: o arroz e o trigo. O brasão representativo é aplicado no círculo do branco.
O hino de Cachoeira do Sul é oficializado pela canção "Meu Pago. A noz pecã é considerada o fruto-símbolo do município, através de uma lei aceita na Câmara de Vereadores, porque a  cidade é a maior produtora desse fruto nas Américas. Em 1999, um concurso promovido pelo Jornal do Povo, o ingazeiro foi escolhido como árvore-símbolo da cidade. O Arrozito, mascote da Fenarroz, também é considerado símbolo do município, sob a Lei Municipal nº 3672.

### Demografia
| Locais de votação | Locais de votação | Locais de votação |
| Zonas             | Locais            | Seções            |
| ----------------- | ----------------- | ----------------- |
| 1                 | 70                | 219               |

Sua população, conforme estimativas do IBGE de 2021, era de 81 552 habitantes, sendo o 21° município mais populoso do estado, apresentando uma densidade populacional de 22,4 hab/km², a 246ª maior do estado. A população urbana, em 2006, era de 75.635 pessoas (84,35%) e a população rural de 14.034 pessoas (15,65%). O sexo feminino representa 51,41% da população, enquanto o sexo masculino corresponde a 48,59% (na zona urbana o sexo feminino possui uma vantagem de 52,15% contra 47,85% da masculina; já os homens são maioria no campo, com 52,57% da população e 47,43% sendo mulheres), de modo que a população estimada neste ano era de 89.669 habitantes. Em 2000 a população local representava 0,86% da população do Rio Grande do Sul e 0,045% da do Brasil.
O número de eleitores no município é de 68.148 pessoas, sendo o 21° colégio eleitoral do estado; destes, 35.456 são mulheres e 32.692 são homens. Votam 3.327 analfabetos e 1.459 menores de 18 anos.
Quanto a qualidade de vida, Cachoeira está na 704ª posição dentre os 5.507 municípios brasileiros. O coeficiente de Gini, cálculo realizado para medir a desigualdade social, é de 0,57, visto que a mais imperfeita é um e a mais perfeita é zero. O Índice L de Theil é de 0,57. A taxa de fecundidade é de 2,4 filhos por mulher. A expectativa de vida é de 70,9 anos e o analfabetismo é de 10,26% entre a população. A mortalidade infantil apresenta um  coeficiente de 18,1 mortes por mil recém-nascidos. O número de crianças de sete a quatorze anos fora da escola é zero.
Segundo o IDESE, pesquisa feita pela Fundação de Economia e Estatística com dados de 2005, o município está na 107ª colocação em desenvolvimento, com um índice de 0,733. Em educação, o índice é de 0,853 e está na 217ª posição; em geração de renda, o índice é de 0,686 e está na 182ª posição; em saneamento básico está em 0,566 e na 66ª colocação; a saúde, com 0,827, está na 440ª posição.
Já segundo o PNUD, Cachoeira apresenta um IDH geral de 0,788, considerado médio, e está na posição 224ª no ranking de desenvolvimento humano do Rio Grande do Sul e 838ª no cenário brasileiro. No ranking da educação, Cachoeira está na 266ª posição dos municípios do Rio Grande do Sul, apresentando um IDH educacional de 0,879, considerado elevado. A saúde está na 349ª posição, com um IDH de 0,766, nomeado médio. A renda per capita está na 197ª posição, com um IDH de 0,719 - médio.
Em relação ao Índice de Desenvolvimento Familiar, Cachoeira possui nota 0,54 (desempenho regular) numa escala entre zero e um. O estudo, que utiliza dados dos beneficiários do Programa Bolsa Família, levou em consideração aspectos como acesso ao trabalho, desenvolvimento infantil, condições habitacionais, acesso ao conhecimento e vulnerabilidade social, cujas notas são 0,06; 0,67; 0,73; 0,44 e 0,69, respectivamente.
| Evolução no índice do ICMS | Evolução no índice do ICMS | Evolução no índice do ICMS |
| Ano                        | Índice                     |                            |
| -------------------------- | -------------------------- | -------------------------- |
| 2001                       | 0,563490                   |                            |
| 2002                       | 0,549756                   |                            |
| 2003                       | 0,524939                   |                            |
| 2004                       | 0,502548                   |                            |
| 2005                       | 0,499649                   |                            |
| 2006                       | 0,522799                   |                            |

Já os índices residenciais, o número total de residências é de 26.365, possuindo 3,22 moradores em média por residência. O número de domicílios urbanos é de 27.132, enquanto há 4.350 domicílios rurais. A rede de esgoto atinge 8.038 casas; a de água, 22.015; a rede de resíduos atende 22.158 domicílios e a de luz elétrica, 24.076 residências. Existem 13.676 telefones fixos instalados e 524 telefones públicos, chamados popularmente de orelhões e 60 mil habitantes  possuem telefone celular, havendo previsão que este número chegue a 100 mil em 2010. Há um pouco mais de 12 mil números de telefones no Guiafone, guia telefônico da cidade, dentre telefones fixos, públicos e celulares. Cachoeira possui uma frota de 20.910 automóveis, 5.782 motocicletas, 1.353 caminhões, 2.485 caminhonetas, 170 carretas, 44 microônibus, 1.023 reboques, 229 ônibus e 10 tratores de rodas.

### Crescimento populacional
Durante os últimos sessenta anos a cidade não variou muito o seu número de habitantes.

## Economia
| Evolução do Produto Interno Bruto (PIB) | Evolução do Produto Interno Bruto (PIB) | Evolução do Produto Interno Bruto (PIB) |
| Ano                                     | PIB (US$)                               | Posição no Rio Grande do Sul            |
| --------------------------------------- | --------------------------------------- | --------------------------------------- |
| 1999                                    | 285.150.856                             | 39°                                     |
| 2000                                    | 238.938.685                             | 41°                                     |
| 2001                                    | 225.721.768                             | 43ª                                     |
| 2002                                    | 211.968.613                             | 51ª                                     |
| 2003                                    | 222.901.983                             | 45ª                                     |
| 2004                                    | 252.818.568                             | 43ª                                     |

Cachoeira do Sul pertence a região econômica da Metade Sul do Rio Grande do Sul, grupo de municípios que teve prosperidade na primeira metade do século XX graças à agropecuária, mas que não se industrializaram ou tiveram uma industrialização tardia, mantendo seus tradicionais tipos de economia, empobrecendo e perdendo a concorrência para outros municípios.
O Produto Interno Bruto cachoeirense é de R$ 690.396.000,00, sendo o 46º maior do Rio Grande do Sul em 2005. Destes, R$ 91.484.000,00 provém da agropecuária; R$ 94.670.000,00 acrescentado da indústria e R$ 441.221.000,00 adicionado aos serviços, somando R$  63.020.000,00 de impostos.
O retorno do Imposto sobre Circulação de Mercadorias e Serviços (ICMS) possui índice de 0,522799, estando, em 2006 na 38ª posição entre os maiores do stadoe. Em 2005, a cidade teve uma exportação de produto equivalente a US$ 3.939.377,00. No município há 790 estabelecimentos industriais, 4.494 comerciais, 2.863 de serviços e 4.339 estabelecimentos autônomos.
A força de trabalho formal em Cachoeira está em 10.937 pessoas, sendo um recorde na geração de empregos, com um saldo de 696 colocações no mercado de trabalho. A área que impulsionou esse marco foi a indústria, com a criação de 448 empregos nesse setor. Assim, o município ficou a 21ª posição dentre as cidades que mais criaram postos de trabalho no Rio Grande do Sul. O poder de compra do cachoeirense também está maior devido à industrialização: em 2008 a população deve investir R$ 933.492.698,00 em produtos, um consumo per capita de R$ 12.190,00, sendo o 23° município com maior poder de compra do Rio Grande do Sul.
A economia de Cachoeira do Sul está distribuída da seguinte forma:
| |
| \| Comércio \\| 8,48 % \| \| Indústria \\| 10,07 % \| \| Agropecuária \\| 28,37 % \| \| Serviços \\| 61,56 % \| |
| Comércio \| 8,48 %                                                                                              |
| Indústria \| 10,07 %                                                                                            |
| Agropecuária \| 28,37 %                                                                                         |
| Serviços \| 61,56 %                                                                                             |

### Agropecuária e mineração
| Arroz                                                                             | 252.000 toneladas |
| Soja                                                                              | 115.200 toneladas |
| Milho                                                                             | 18.000 toneladas  |
| Mandioca                                                                          | 16.000 toneladas  |
| Trigo                                                                             | 12.000 toneladas  |
| Cana-de-açúcar                                                                    | 2.730 toneladas   |
| Fumo                                                                              | 2.600 toneladas   |
| Cevada                                                                            | 2.400 toneladas   |
| Sorgo                                                                             | 1.200 toneladas   |
| Batata-doce                                                                       | 480 toneladas     |
| Tomate                                                                            | 120 toneladas     |
| Batata inglesa                                                                    | 80 toneladas      |
| Cebola                                                                            | 80 toneladas      |
| Feijão                                                                            | 24 toneladas      |
| Alho                                                                              | Oito toneladas    |
| Produto frutífero                                                                 | Produção          |
| Laranja                                                                           | 936 toneladas     |
| Tangerina                                                                         | 410 toneladas     |
| Melancia                                                                          | 250 toneladas     |
| Abacate                                                                           | 150 toneladas     |
| Limão                                                                             | 120 toneladas     |
| Pêssego                                                                           | 84 toneladas      |
| Noz pecã                                                                          | 78 toneladas      |
| Goiaba                                                                            | 77 toneladas      |
| Pêra                                                                              | 66 toneladas      |
| Uva                                                                               | 64 toneladas      |
| Figo                                                                              | 63 toneladas      |
| Melão                                                                             | 24 toneladas      |
| Banana                                                                            | 20 toneladas      |
| Caqui                                                                             | 20 toneladas      |
| Maçã                                                                              | 16 toneladas      |
| Amendoim                                                                          | Seis toneladas    |
| Produtos agrícolas e frutíferos de Cachoeira do Sul, segundo IBGE em 2006 e 2007. |                   |

Cachoeira é caracterizada como "cidade agropecuária" e tendo vocação para o agronegócio, por causa das várias lavouras de arroz, milho e soja e as diversas cabanhas (locais dedicados à criação de gado) presentes no interior do município. Há, ainda, produção de noz-pecã, sendo a maior produtora desse tipo de fruto na América Latina. Vem ganhando destaque a produção de olivas e produção de azeite de oliva de ótima qualidade, segundo publicações da área.
A produção pecuária, em 2006, se deu pela seguinte forma: 191.216 cabeças de bovinos, 111.318 cabeças de frangos, 68.729 cabeças de galinhas, 60.215 de ovinos, 10.377 de suínos, 4.753 de eqüinos, 3.869 de caprinos, 876 de coelhos, 567 de bubalinos, 293 de codornas, 41 de asisinos e 36 cabeças de muares. Ainda produziu 6.758 cabeças de vacas ordenhadas, 51.947 cabeças de ovinos tosqueados, 7.122 litros de leite, 114.602 quilos de lã, 782 mil dúzias de ovos de galinha, três mil dúzias de ovos de codorna e 78.500 quilos de mel de abelha. Na área de silvicultura, foram produzidos 18 toneladas de carvão vegetal, 13.194 metros cúbicos de lenha e 251 m³ de toras de madeiras.
O município possui uma jazida de cromita que totaliza 10 milhões de dólares;

### Indústria
A indústria de Cachoeira é influenciada pela agricultura. O governo municipal prevê que em 2010 ela colocará R$ 500.000.000,00 no Produto Interno Bruto do município. O destaque industrial é o beneficiamento do arroz por empresas como Engenho Moraes, Coriscal, Engenho Trevisan e Engenho Treichel. O beneficiamento de soja vem sendo feito pela Granol, empresa que promete trazer novos empregos para a cidade e reativar o Porto de Cachoeira do Sul. A Granol, além de beneficiar soja, irá fabricar biodiesel, assim nomeando-se Grandiesel.
Outra empresa que está chegando à cidade é a Aracruz Celulose, que está acelerando a produção de eucalipto na região do Piquiri. Uma das poucas empresas que não são influenciadas pela agricultura é a Schimidt Calçados. Inaugurou uma filial da indústria na cidade, e confecciona sapatos para serem vendidos na Europa. Junto com ela, há uma sistemista, a Calçados Fama, que forma um polo calçadista no município. A cidade também é o maior polo brasileiro de confecção de balanças mecânicas. Estão localizadas na zona urbana as duas empresas líderes de produção nacionais: a Balanças Cauduro e a Metalúrgica Brião.
Para incentivar a indústria local, a empresa CTSul possui um plano de construção de uma termelétrica na região do Piquiri por esta ter grandes jazidas de carvão mineral. Se tal projeto vier a se concretizar, receberá financiamento internacional orçado em mais de 700 milhões de dólares. A termelétrica, de tecnologia chinesa, deverá gerar 600 megawatts hora quando estiver em pleno funcionamento. O projeto está sendo analisado pela Fundação Estadual de Proteção Ambiental para medir o impacto ambiental na natureza. Para a antiga jazida de carvão mineral existente na localidade do Iruí, se tem um plano para a construção de um aterro sanitário de âmbito regional.
Na localidade de Mineração Palermo, em Cordilheira, existe a Carbonífera Palermo, da empresa Copelmi, que beneficia o carvão mineral existente lá. Em 2005 foram produzidos 101,1 toneladas desse minério e, desse total, 54,2 toneladas foram beneficiadas.

### Comércio
O comércio também é determinado pela agricultura, sendo o setor da economia cachoeirense que mais emprega. Estão presentes na cidade (especialmente nas ruas Júlio de Castilhos e Sete de Setembro) filiais de grandes lojas de repercussão regional, estadual e nacional, assim gerando e desenvolvendo o terceiro setor na cidade. Ainda há supermercados, farmácias, pequenas lojas e um "camelódromo".
Há muitas instituições regionais sediadas na cidade que coordenam o comércio local. Dentre as principais, estão o Serviço Social do Comércio e a Câmara de Comércio, Indústria e Serviços de Cachoeira do Sul (Cacisc). Há também o Serviço de Proteção ao Crédito, o Serviço Brasileiro de Apoio às Micro e Pequenas Empresas e a Câmara dos Dirigentes Lojistas.

### Turismo

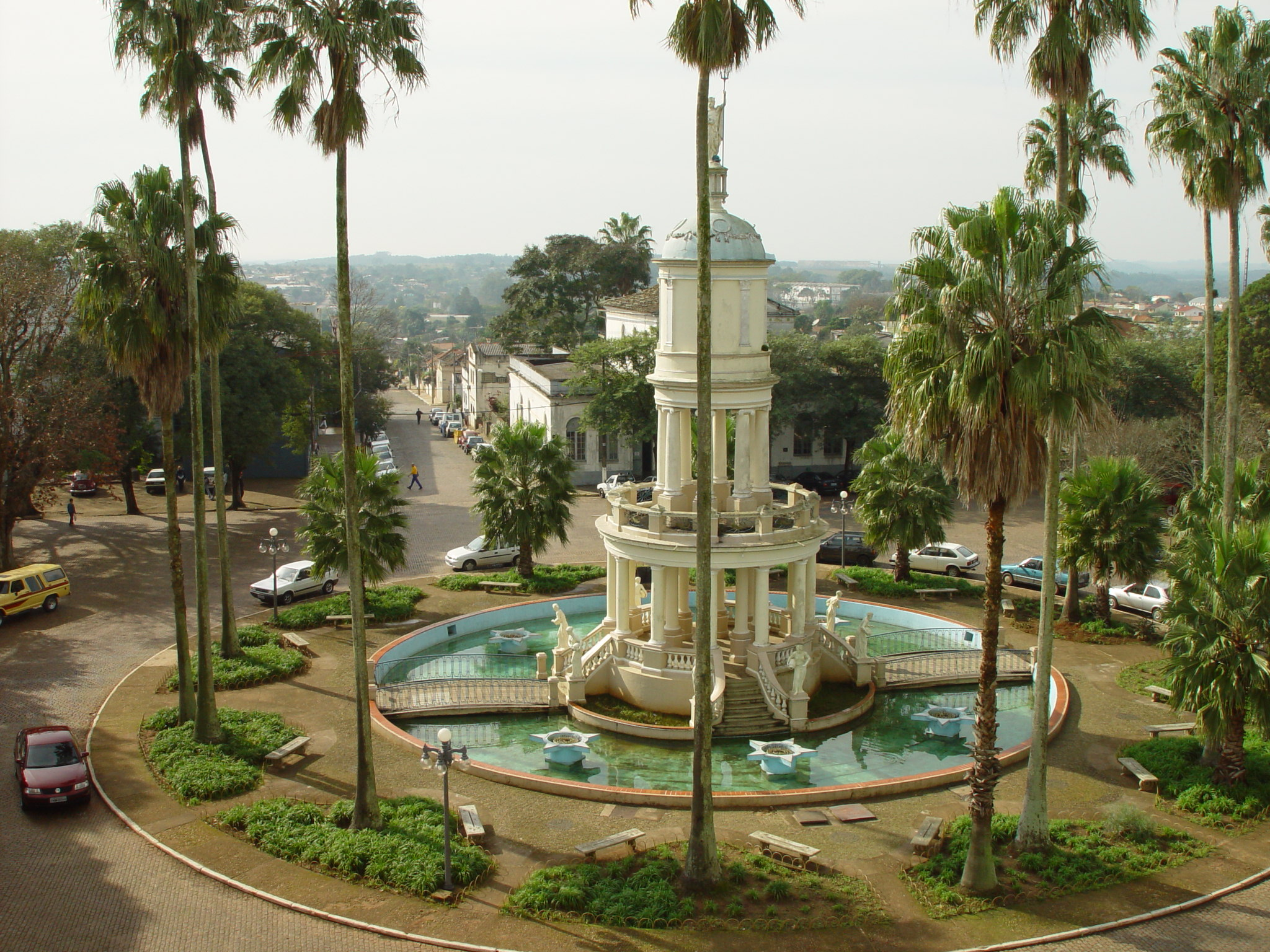
Château d'Eau é o principal ponto turístico da cidade.

Cachoeira do Sul possui em seu turismo aspectos da sua história. Desde 2005 o governo tem se empenhado em transformar o município em um polo turístico.
O cartão-postal do município é o Château d'Eau (Castelo das Águas, traduzido da língua francesa para a língua portuguesa), inaugurado em 1925 para bombear água até as partes mais altas da cidade, foi desativado em 1980. Em 2007 foi reconhecido pela Assembleia Legislativa do Rio Grande do Sul como patrimônio histórico do estado. A fonte foi restaurada entre 2016 e 2017 e voltada a sua aparência original, sem jatos de água saindo dos cântaros (o que foi uma alteração dos anos 60). À sua frente está a Catedral Nossa Senhora da Conceição, templo católico inaugurado em 1799. Os dois monumentos fazem alusão à figura mitológica de Netuno e à figura católica de Nossa Senhora da Conceição, que possuem estátuas no topo do Château d'Eau e da Catedral, respectivamente.

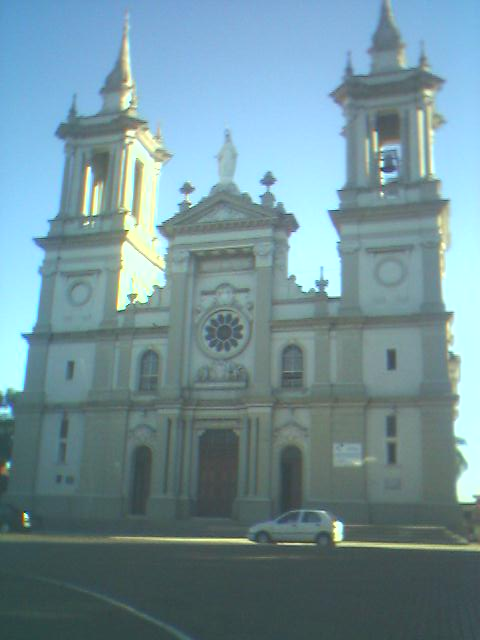
Catedral Nossa Senhora da Conceição

A Sede da Prefeitura do município foi inaugurada em 1865 para ser uma cadeia. Durante a Guerra do Paraguai, serviu de hospital para a recuperação de soldados. Após, foi sede dos poderes Executivo, Legislativo e Judiciário. Em 1982 passou a ser somente a sede da Prefeitura Municipal.
Outros templos, como a Igreja Santo Antônio (construída em estilo barroco), a Igreja São José (em um estilo novo, em formato redondo, e possui um dos maiores complexos da região com o templo principal, outro menor, pavilhão, sede da paróquia, transmissora da Rede Vida e da TV Canção Nova) e o Templo Martinho Lutero (construído por alemães e principal símbolo luterano na cidade) também são muito procurados.

A Ponte de Pedra, localizada a 5 km da cidade, foi a principal passagem da região centro até Porto Alegre, no século XIX. A ponte faz a travessia entre as duas margens do rio Botucaraí e, diz a história, que Dom Pedro II já atravessou-a. 

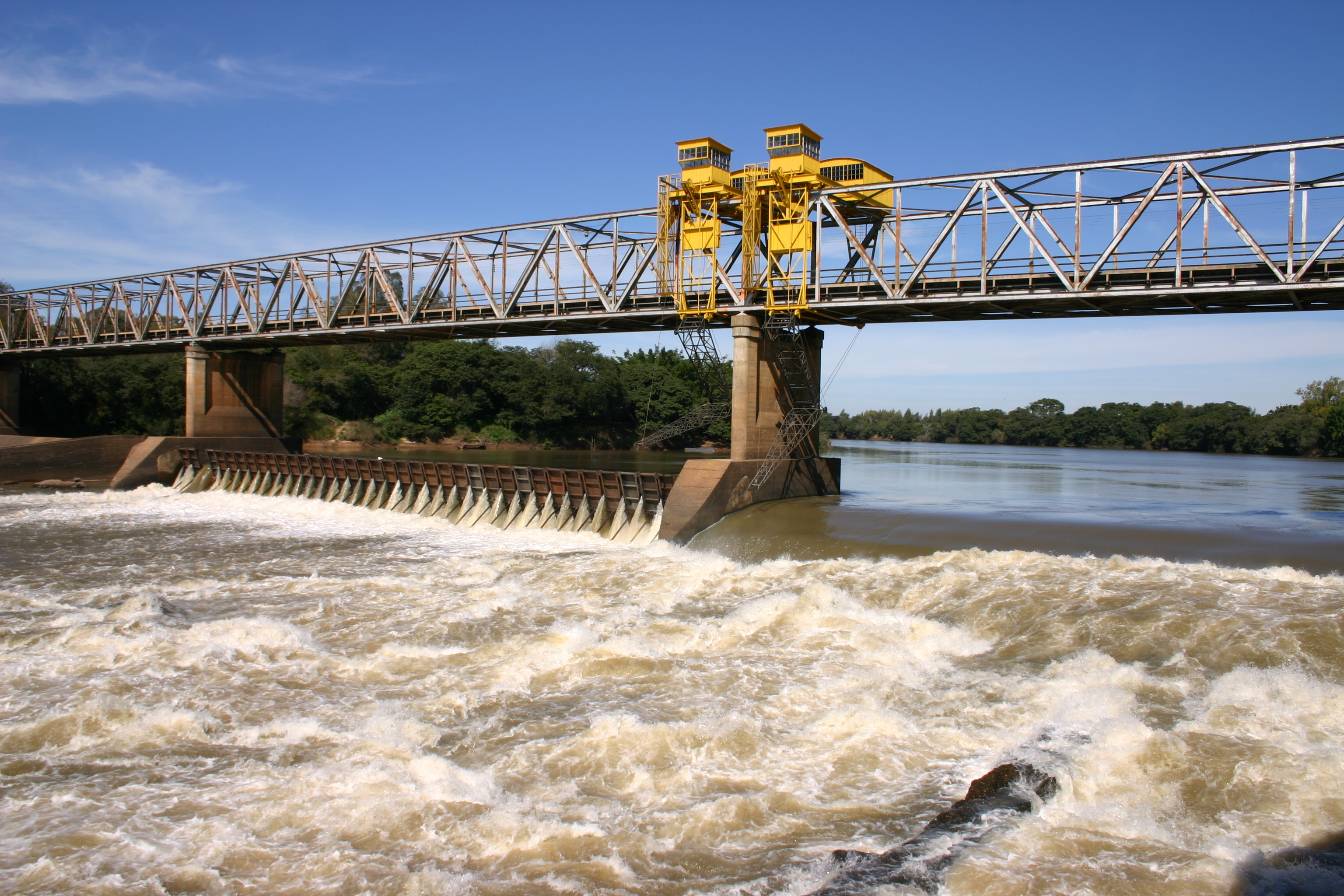
Ponte do Fandango.

A Ponte do Fandango, outro principal cartão-postal da cidade, foi inaugurada em 1961 para facilitar o acesso da cidade com Porto Alegre. Foi a primeira ponte-barragem do Brasil e, na época, a segunda maior ponte do mundo. Suas eclusas fazem com que a parte superior do rio Jacuí também seja navegável. Foi construída exatamente no lugar onde era a cachoeira que originou o nome da cidade.
A Casa da Aldeia, o prédio mais antigo de Cachoeira, está atualmente em deterioração. A Câmara de Vereadores, por estar em um ponto central, também acaba por atrair turistas, além de outros prédios históricos no Centro que se tornaram comércio ou agências bancárias, como a fachada do Banco do Estado do Rio Grande do Sul, do Itaú e da antiga agência do Unibanco. Há ainda as fachadas da União de Moços Católicos e do antigo Cine Coliseu, a Fonte das Águas Dançantes (na Praça José Bonifácio), o Engenho Roesch e o antigo prédio do Hospital de Caridade e Beneficência de Cachoeira do Sul.
É o único município brasileiro onde encontram-se todas as subespécies de gato-do-mato.

## Infraestrutura
A cidade conta com dezessete hotéis e motéis, totalizando aproximadamente 450 leitos. Esses leitos ficam lotados quando há um evento, principalmente a Fenarroz. Além disso, têm seis restaurantes, seis pizzarias e várias lancherias.

### Educação
Cachoeira é um polo de educação, pois está na cidade a 24ª Coordenadoria Regional de Educação, representante da Secretaria Estadual de Educação do Rio Grande do Sul na região. Em diversas praças e locais públicos da cidade (especialmente nas periferias) se localizam os Módulos Literários, pequenas bancas itinerárias de livros e que servem a comunidade em geral.
Segundo os dados preliminares do Censo Escolar do Inep em 2007, Cachoeira possui um número total de 18.372 alunos matriculados. A distribuição dos mesmos se dá de tal jeito: 11.942 estudantes estão na rede estadual, com 66,15% do número total; 4.989 estudantes estão na rede municipal, com 26,25% do total; e 1.441 estudantes estão na rede particular, 7,58% do total. O estudo também informa que 1.635 crianças estão em creches, e mesmo estudo não levou em consideração os estudantes do Ensino Superior. Os alunos encontram-se assim distribuídos, segundo o Censo Escolar do Inep de 2004:
|                                                                |
| \| 10,5 % \| \| 60,9 % \| \| 18,7 % \| \| 0,8 % \| \| 9,1 % \| |
| 10,5 %                                                         |
| 60,9 %                                                         |
| 18,7 %                                                         |
| 0,8 %                                                          |
| 9,1 %                                                          |

Em 2000 os alunos de Cachoeira do Sul tiveram uma taxa bruta de frequência à escola de 84,19%, sendo que 1.595 alunos do ensino público ocupavam transporte escolar (gasto que chegava a R$ 121.220,00). Os gastos com merenda escolar chegaram a R$ 159.886,80 em 2004. Em 2005 a cidade alcançou o coeficiente 0,0032444126 na avaliação do Fundeb sobre os alunos de 1ª a 8ª série.
Cachoeira do Sul possui uma grande rede de escolas públicas: são 22 escolas estaduais, 23 municipais e cinco particulares, além de nove creches controladas pelo poder executivo e outras doze filantrópicas. Na cidade também se encontra um grande número de escolas técnicas e de capacitação profissional, das quais destacam-se o Serviço Nacional de Aprendizado Industrial (SENAI), o Serviço Nacional de Aprendizagem Comercial (SENAC), o Serviços e Assessorias Contábeis (SEAC) e a Exattus. Uma parceria entre Prefeitura e Universidade Federal de Santa Maria garantirá um curso técnico de Agropecuária com ênfase em produção de biodiesel a ser instalado no Complexo do Patronato no segundo semestre de 2008. Também possui uma unidade da Associação de Pais e Amigos dos Excepcionais (APAE), destinada ao ensino de crianças excepcionais.
As principais universidades de Cachoeira do Sul são a Universidade Luterana do Brasil (Ulbra) e a Universidade Estadual do Rio Grande do Sul (Uergs) e agora o primeiro polo educacional da Universidade Federal de Santa Maria (UFSM) fora da cidade-sede. A UFSM foi a primeira universidade pública federal instalada em uma cidade do interior do país. A primeira, de caráter privado, é a maior delas, possuindo o segundo maior campus da rede do país, oferecendo 14 cursos de nível superior. A Uergs é uma universidade estadual que oferece três cursos superiores de linha agrônoma. Em outubro de 2005 a cidade ganhou o Centro Regional V da Uergs, para ter uma concentração maior de cursos em uma mesma sede, porém, em outubro de 2007, tais centros (incluindo o de Cachoeira) tiveram suas instalações adiadas devido à falta de recursos do Governo do Rio Grande do Sul.
As faculdades de ensino a distância também têm seu espaço no município, como a Faculdade Dom Alberto e a Universidade Regional do Noroeste do Estado do Rio Grande do Sul (Unijuí), ambas de caráter particular, e a Universidade Aberta do Brasil (UAB), em parceria com o Centro Federal de Educação Tecnológica de Santa Catarina (CEFET-SC) e com a Universidade Federal de Pelotas (UFPel).
O Circuito Esportivo e Cultural (CIESC) é um projeto organizado pela prefeitura para famílias carentes do município. O primeiro, chamado de CIESC A, atende a estudantes das escolas municipais em horário inverso ao dos estudos. Há atividades esportivas e oficinas de informática. O segundo, o CIESC B, é voltado para os pais dos estudantes, no qual há cursos profissionalizantes. O CIESC C ajuda dependentes químicos a recuperarem-se do vício das drogas.
|                                                                           |
| \| 7,4 % \| \| 12 % \| \| 31,9 % \| \| 14,1 % \| \| 11,8 % \| \| 4,7 % \| |
| 7,4 %                                                                     |
| 12 %                                                                      |
| 31,9 %                                                                    |
| 14,1 %                                                                    |
| 11,8 %                                                                    |
| 4,7 %                                                                     |

### Saúde
Cachoeira é o centro da 8ª Coordenadoria Regional de Saúde do Rio Grande do Sul, que, do mesmo jeito que a 24ª CRE, é representante da Secretaria Estadual da Saúde na região. Apesar do alto número de mortalidade infantil, ainda tem boa qualidade de vida, possuindo três equipes do Programa Saúde da Família, um ambulatório de prevenção à AIDS e outro de saúde mental, além de diversos agentes comunitários de zoonose e de saúde, médicos, dentistas, enfermeiros (há a Escola Técnica de Saúde do HCB, que forma técnicos em enfermagem), psicólogos, farmacêuticos, fisioterapeutas, assistentes sociais e outros profissionais ligados à área da saúde. Há um banco de sangue, um centro de oncologia, 186 leitos hospitalares em 2003, dez postos de saúde na zona rural, oito espalhados pelos bairros e três hospitais, que são o Hospital de Caridade e Beneficência de Cachoeira do Sul (HCB), o Hospital da Liga Operária e o Hospital da Unimed.

### Transportes
| Distâncias de Cachoeira do Sul a outras cidades | Distâncias de Cachoeira do Sul a outras cidades | Distâncias de Cachoeira do Sul a outras cidades |
| Cidade                                          | Distância (em km)                               |                                                 |
| ----------------------------------------------- | ----------------------------------------------- | ----------------------------------------------- |
| Santa Cruz do Sul                               | 92                                              |                                                 |
| Santa Maria                                     | 125                                             |                                                 |
| Porto Alegre                                    | 196                                             |                                                 |
| Florianópolis                                   | 635                                             |                                                 |
| Curitiba                                        | 910                                             |                                                 |
| São Paulo                                       | 1308                                            |                                                 |
| Rio de Janeiro                                  | 1752                                            |                                                 |
| Brasília                                        | 2226                                            |                                                 |
| Montevidéu                                      | 700                                             |                                                 |
| Buenos Aires                                    | 1000                                            |                                                 |
| Santiago                                        | 2500                                            |                                                 |

Cachoeira do Sul conta com uma grande malha de transportes, sendo o quarto maior entroncamento de transportes do Rio Grande do Sul, unindo a BR-153, a estrada de ferro e o Rio Jacuí.
A cidade está às margens da Rodovia Transbrasiliana (BR-153), garantindo acesso à RSC 287 ao norte, ligando-se a Santa Maria e Santa Cruz do Sul, e, ao sul, pela Ponte do Fandango, à BR-290, com Porto Alegre, e possui um prolongamento da estrada na cidade, a Volta da Charqueada. Também há a RS 470, que liga Cachoeira a Rio Pardo e as VRSs 810 e 811, a Estrada do Ferreira, que se comunica com São Sepé e Restinga Seca. Contudo, há outras vias de menor importância e que ligam Cachoeira aos seus vizinhos ou até mesmo a suas localidades distantes da cidade. Também existe um grande número de ruas e avenidas que levam as pessoas da cidade para bairros e Centro.

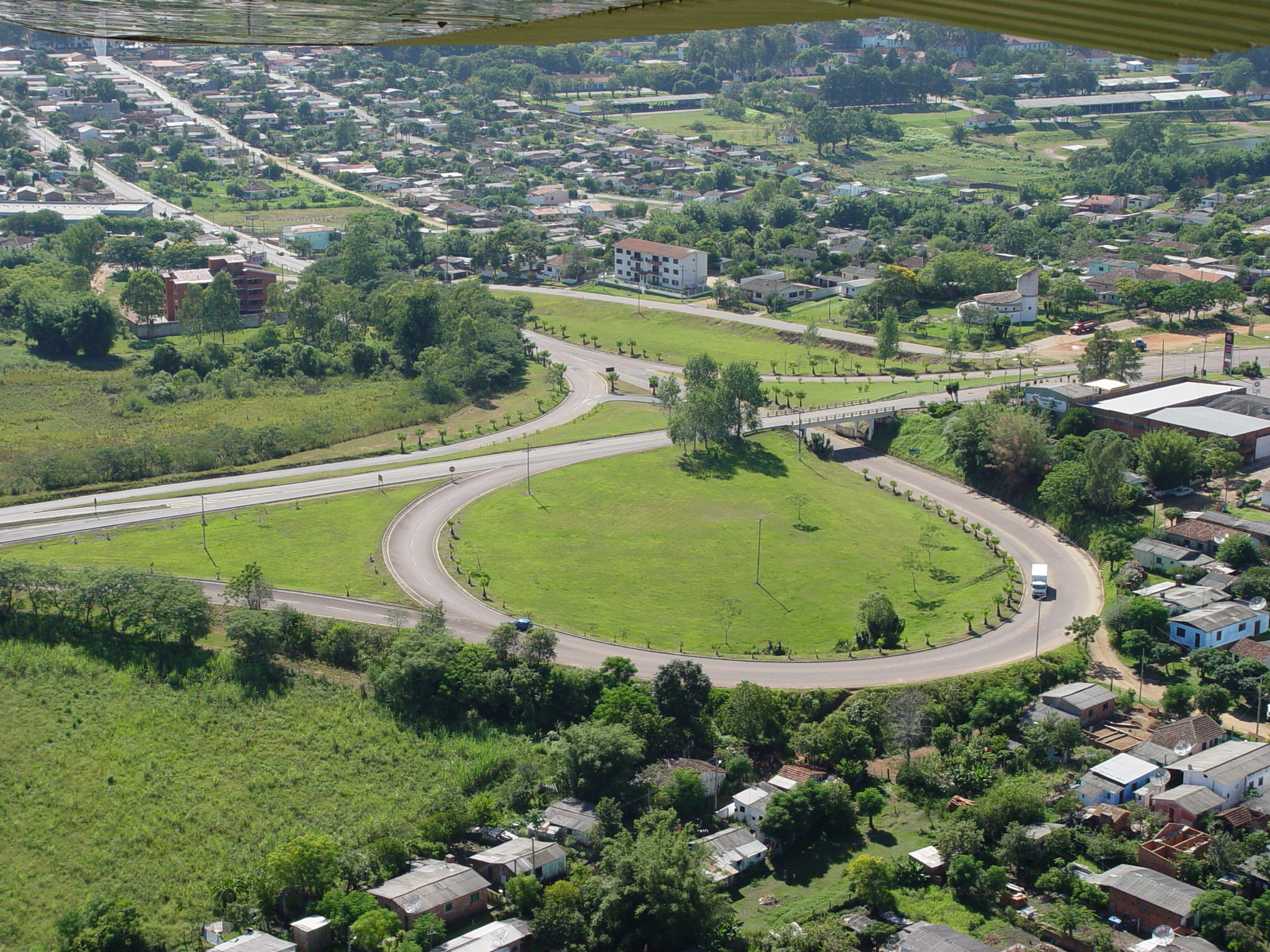
Trevo de acesso a Cachoeira do Sul, na intersecção entre a BR-153 e a Avenida João Neves da Fontoura.

A estação rodoviária liga diversos municípios do Rio Grande do Sul à cidade, sendo o ônibus o principal meio de transporte para chegada e saída de visitantes à cidade. A Estação Ferroviária de Cachoeira do Sul está abandonada, mas continua com operação normal de linhas para transporte de cargas, servida pela empresa América Latina Logística.
O Porto de Cachoeira do Sul, às margens do Rio Jacuí, está com a sua estrutura pronta para os investimentos da Granol e da Aracruz Celulose. Tal rio está prestes a ser o principal caminho do Mercosul, pelo seu potencial navegável a partir de Cachoeira até Porto Alegre, seguindo a Lagoa dos Patos e chegando em Rio Grande e no Oceano Atlântico. O Aeroporto de Cachoeira do Sul possui uma pista de 1.018 metros e com capacidade de receber aviões de médio porte.
A Transporte Nossa Senhora das Graças é a única empresa de transporte coletivo urbano cachoeirense. Administra 14 linhas e leva 25 mil pessoas diariamente até seus destinos. Foi a primeira empresa gaúcha a utilizar o sistema de bilhetagem eletrônica, cujos vale-transportes são controlados por cartões magnéticos, que até então eram fichas. Há também o transporte coletivo interdistrital, feito por outras sete empresas.

### Comunicações
Cachoeira possui diversos meios de comunicações: a cidade possui dois jornais, o Jornal do Povo e o Jornal O Correio, abrangendo a cidade e seus municípios vizinhos. Há, no município, um escritório do jornal Correio do Povo (de Porto Alegre) e outros dois jornais de âmbito regional em circulação: Zero Hora e Diário Gaúcho.
Há três publicações de revistas: a Pop Revista (com informações destinadas ao público jovem da Região dos Vales), a revista Linda e a Planeta Arroz. Esta última é a única revista especializada em orizicultura. A divulgação delas é mensal. Ainda tem anuário: o Anuário de Cachoeira do Sul, na qual está uma radiografia de todos os dados da cidade, além de ser um bom guia histórico e turístico do município.
Há diversos provedores de internet banda larga no município.
O município possui como operadora de telefonia fixa a empresa Oi. O serviço de telefonia celular está disponível pela Oi, Vivo, Claro e TIM. O código de área de Cachoeira do Sul é o "51".
Cachoeira do Sul, além de repetidoras de redes de televisão como: SBT RS, RBS TV Porto Alegre e Band RS, tem uma geradora local. A TV Cachoeira, que faz parte da Rede Novo Tempo, gera diariamente, entre outros conteúdos, o telejornal NT SUL.

### Serviços
O serviço de abastecimento de água e recolhimento de esgoto, no município é feito pela CORSAN, mas, por desavenças entre a estatal e o governo municipal, tal serviço está em via de licitação para ser municipalizado. Estão instalados 369.281 metros de rede para distribuição de água, 81.318 metros de rede de esgoto e 20.000 metros cúbicos de água tratada e distribuída ao dia.
No município, assim como em toda a Região Central do Rio Grande do Sul, o serviço de energia é fornecido pela RGE Sul. Todavia, devido aos vários blecautes ocorridos, em especial os ocorridos durante a Páscoa e em dezembro de 2007 e o de março de 2008, que paralisou o comércio local durante a véspera da data, o serviço vem sendo rejeitado pela população. No entanto, a cidade consome 25% da capacidade elétrica destinada a ela. São 24.078 residências, 363 indústrias e 1.863 estabelecimentos comerciais abastecidos. Há 1.557 ligações na zona rural. Os outras estabelecimentos rurais são ligados através da Companhia de Eletrificação Centro Jacuí Ltda., conhecida como CELETRO, empresa cachoeirense que atua também em municípios vizinhos, da Região Central e da Região Centro-Serra.
O recolhimento de resíduos é realizado pela empresa Conesul, que transporta toda a produção para o aterro sanitário localizado no interior do município. A cidade possui uma delegacia de polícia, localizada no bairro Rio Branco, e quatro Brigadas Militares, uma no Centro e outras três no subúrbio. Está na cidade o 2º Batalhão da Polícia Rodoviária Estadual do Rio Grande do Sul, um Presídio Estadual e uma unidade do Instituto Médico Legal. Há duas guarnições do Corpo de Bombeiros.
Cachoeira também conta com uma Junta Militar e duas frentes de serviço militar: a primeira é o 13º Grupo de Artilharia e Campanha General Polidoro, responsável pelos equipamentos e blindados do Exército, além de relacionamento com a comunidade, através do serviço de equoterapia oferecido pelo Grupo. A segunda frente é o 3° Batalhão de Engenharia e Combate Conrado Bittencourt, responsáveis pelo serviço de Construção e Engenharia de várias edificações e passagens, merecendo destaque a obra da ponte de ligação entre Novo Cabrais e Paraíso do Sul, que havia caído.
No município há a Casa do Trabalhador, lugar de apoio aos trabalhadores. No mesmo prédio funciona o Escritório de Defesa do Consumidor (Edecon) e a Fundação Gaúcha de Trabalho e Ação Social (FGTAS). Também há o Departamento de Assistência ao Consumidor e a Subdelegacia Regional do Trabalho. Há um Cartório de Registro Civil das Pessoas Naturais, um Cartório Eleitoral, Defensoria Pública e um Centro de Formação de Codutores (CFC).
Há três cemitérios, que são o Cemitério Municipal, o Cemitério das Irmandades e o Cemitério Jardim da Paz, além de dois centros de distribuição dos Correios, nove maçonarias, 27 entidades de ação social, 14 entidades profissionais, vinte sindicatos, sete cooperativas, onze órgãos técnicos e quinze conselhos municipais.

## Cultura

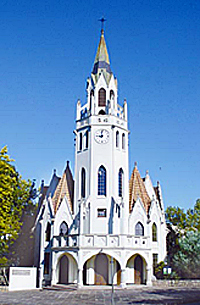
Templo Martinho Lutero.

Cachoeira possui uma tradição própria: as famosas "encrencas", massas caseiras com aspecto parecido com casquinhas de sorvete e que são vendidos por pessoas sempre munidas de sinos para alertar os consumidores. Geralmente esses vendedores carregam as encrencas em uma espécie de tambor levado nas costas ou nos ombros; Por ser uma cidade com ampla diversidade e miscigenação cultural, Cachoeira é composta por etnias portuguesas, espanholas, italianas, alemãs, africanas e, em menor escala, japonesas e árabes. Além disso, o município possui uma grande história retratada em sua arquitetura, nas tradições, em festas populares e na memória cachoeirense.
O feriado da cidade é dia 8 de dezembro, em comemoração à padroeira do município, Nossa Senhora da Conceição. Durante todo o ano acontecem eventos, destinados principalmente para o público jovem e adulto. Os principais são a Romaria Diocesana, a Feira do Livro de Cachoeira do Sul e a Festa da Noz Pecã (em comemoração à colheita do fruto) e a Vigília do Canto Gaúcho, os quatro em âmbito anual, mas o mais importante é a Feira Nacional do Arroz, conhecido como Fenarroz, é a maior feira orizícola das Américas e a segunda maior do mundo. Ver Eventos e feriados de Cachoeira do Sul.
A religião predominante em Cachoeira é a católica (mostrada em seu brasão), com representatividade da Diocese de Cachoeira do Sul, agregando 16 paróquias da cidade e de municípios vizinhos. O luteranismo exerce grande influência com o Templo Martinho Lutero e com as Igrejas Evangélica Luterana do Brasil e Evangélica de Confissão Luterana do Brasil. Demais religiões evangélicas, como a Igreja Adventista, Igreja Metodista, Igreja Pentecostal, Igreja Batista, Igreja do Evangelho Quadrangular, Assembleia de Deus e Igreja do Senhor Jesus Cristo também estão presentes, junto com uma minoria de religiões afro-brasileiras (como candomblé), judeus e mórmons.

### Instituições culturais

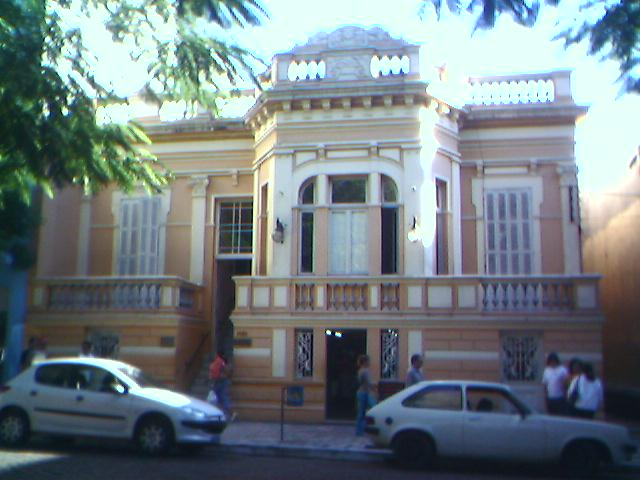
Casa de Cultura Paulo Salzano Vieira da Cunha e Biblioteca Municipal João Minssen.

Há várias instituições culturais em funcionamento na cidade. A principal é a AMICUS (Associação de Amigos da Cultura de Cachoeira do Sul), órgão responsável pela organização de eventos na cidade. No mesmo prédio da AMICUS está o Arquivo Histórico Municipal Carlos Salzano Vieira da Cunha, uma iniciativa do Poder Executivo para preservar obras, documentos e objetos que fazem parte da memória cachoeirense. Recentemente foi modernizada e, com a ajuda de historiadores, tornou-se uma das maiores do Rio Grande do Sul.
Também possui o Parque Municipal da Cultura, uma área que abrange dois centros de convivência da população cachoeirense: o Museu Municipal Patrono Edyr Lima (onde há exposição de objetos importantes para a história da cidade, como o livro-ata que legalizou a emancipação de Cachoeira do Sul) e o Zoológico Municipal de Cachoeira do Sul.
Há a Casa de Cultura Paulo Salzano Vieira da Cunha, um prédio onde funciona a Biblioteca Pública Municipal João Minssen, com um acervo de aproximadamente quarenta mil livros, além de enciclopédias, jornais, revistas e diversos materiais de pesquisa, e o Atelier Livre Municipal Eluíza de Bem Vidal, onde há obras de arte, pintura e escultura, além de aulas com professores do próprio município e disponibilidade de computadores para o público em geral gratuitamente. Cachoeira tem uma sala de cinema, o Cine Via Sete, com capacidade para 200 pessoas. No mesmo prédio onde funciona a Fonte das Águas Dançantes, está a Casa do Artesanato, espaço para divulgação e venda de produtos artesanais.
Existe a Associação Cachoeirense de Cultura Italiana, a Associação Cachoeirense de Cultura Afro e a Associação Tradicionalista Cachoeirense. No interior, estão presentes a Fazenda Tafona, o Passo Real do Capané, a Estância da Capelinha e a Estância do Lajeado, terrenos onde aconteceram batalhas da Revolução Farroupilha e/ou serviram de refúgio para tropas. Hoje elas abrigam armas, móveis e marcos comemorativos da revolução.
Há, ainda, o projeto de construção do Museu Internacional do Arroz. O alimento, que é considerado pela ONU o capaz de combater a fome em todos os continentes, será homenageado na "Capital Nacional do Arroz" em um espaço de lazer e que servirá também para mostrar a história do arroz na cidade e revitalizar o Engenho Roesch, antigo engenho de beneficiamento de arroz do município.

### Arquitetura

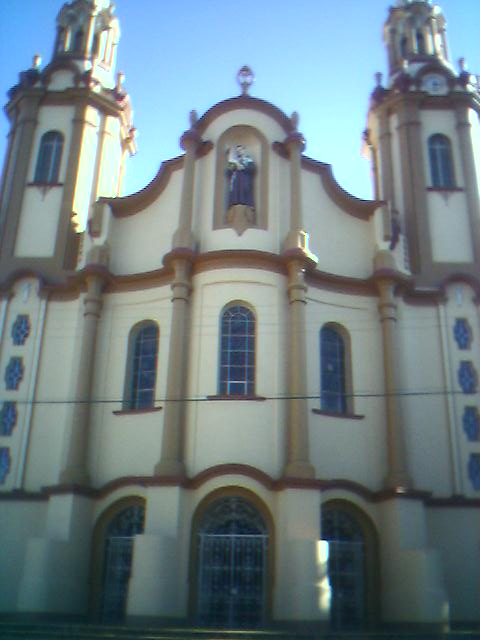
Igreja Santo Antônio, templo construído em estilo barroco.

Por ser um dos primeiros municípios gaúchos, a arquitetura é uma marca nos costumes da população local.
Casas antigas do interior do município refletem a arquitetura colonial brasileira do século XIX. Os prédios antigos, principalmente os de tradicionais casas que se transformaram em comércio localizados no Centro da cidade, possuem característica art nouveau, com detalhes e requinte, exemplo da Câmara de Vereadores e da Casa de Cultura. A art déco também está presente, com mais simplicidade, como na fachada do Cine Coliseu.

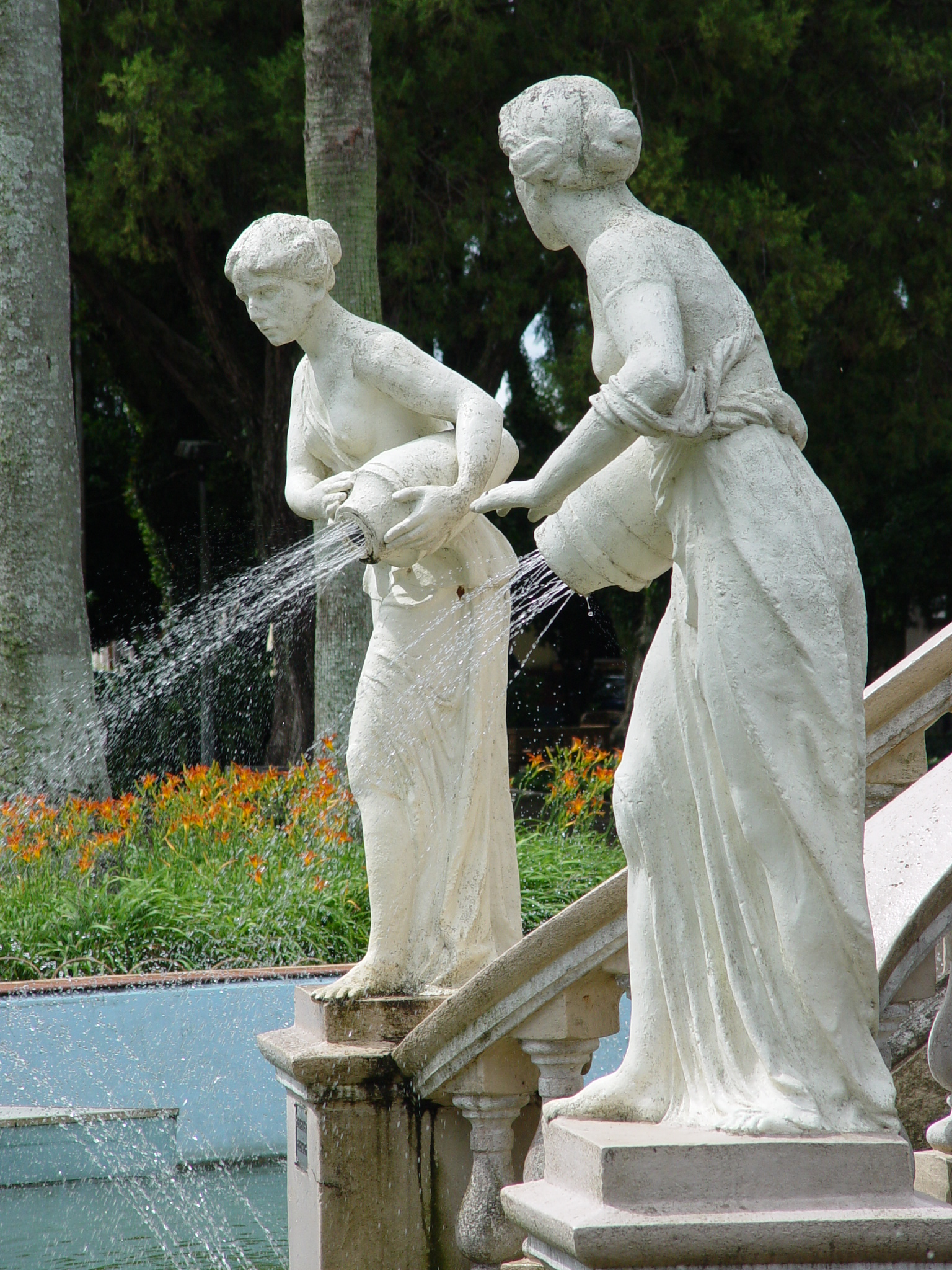
Ninfas do Château d'Eau, estilo neoclássico.

De qualquer jeito, o estilo  arquitetônico predominante na cidade é o açoriano (exemplo da fachada da União de Moços Católicos) e italiano (diversas residências localizadas na Rua Sete de Setembro). No Templo Martinho Lutero, a arquitetura românica é a marcante, com arcos ogivais, parede grossas e interior pouco iluminado, com traços da cultura alemã. Em igrejas, como a Santo Antônio, o estilo barroco é o principal, com vitrais que lembram a arquitetura gótica; em outros templos também há traços modernos. Seu principal cartão-postal, o Château d'Eau, floresce o estilo neoclássico, requinte típico da arquitetura francesa com presença de colunas dóricas em sua base inferior e colunas jônicas em sua base superior. Em seu torno há oito ninfa, figuras da mitologia grega, além da estátua de Netuno, localizada no topo do monumento.
O principal estilo de prédios novos construídos na cidade é o pós-modernista, visto em construções do subúrbio da cidade. Prédios, como a Sede da Prefeitura e a Catedral Nossa Senhora da Conceição, estão descaracterizados, pelas consequentes reformas e, no último caso, pelo aumento e novos ornamentos em suas torres. O município possui o Compahc, Conselho Municipal de Patrimônio Histórico, que ampara e protege esses prédios. Muitos, por iniciativa desse conselho, acabam sendo, inclusive, tombados.

### Lazer

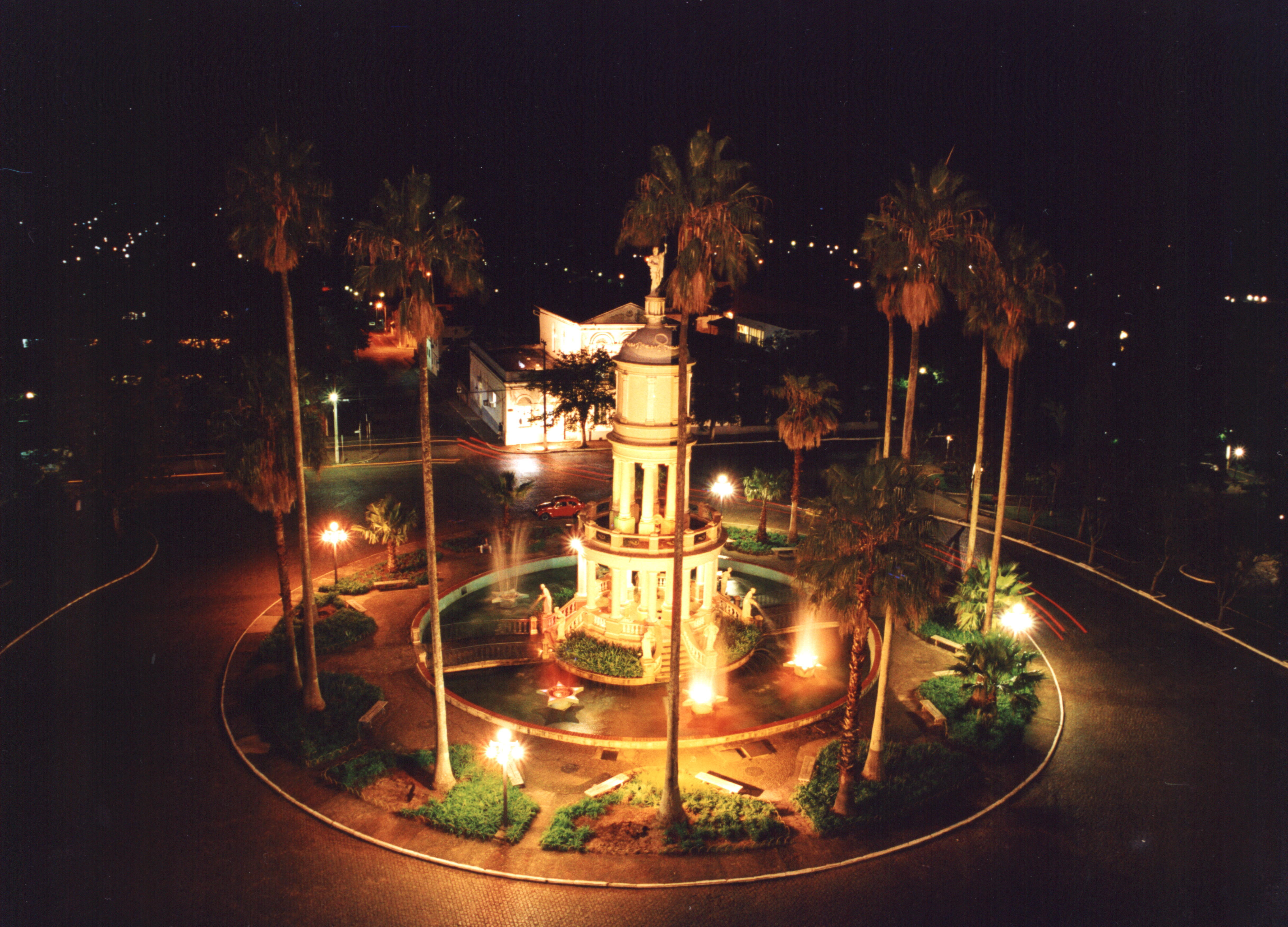
Château d'Eau, durante a noite.

Entre os principais lugares de lazer de Cachoeira do Sul está a rua Sete de Setembro, onde a comunidade cachoeirense se encontra. A Praça José Bonifácio, localizada exatamente no Centro da cidade, é o espaço de convivência mais popular. Aí acontecem, geralmente aos sábados e domingos, espetáculos de artistas locais, atividades culturais e esportivas e a tradicional mateada (uma roda de amigos com chimarrão).
A Praça Honorato de Souza Santos é uma praça bastante frequentada pelos cachoeirenses. Localizada no Centro da cidade, já foi o ponto de encontro mais frequentado pela comunidade, durante os anos 1990, e em 2007 voltou a ser realizada aí a Feira do Livro de Cachoeira do Sul. Existem outras praças no Centro da cidade, como a Baltazar de Bem (conhecida como Praça da Matriz) e Borges de Medeiros (popular praça da Caixa d'Água). Já na periferia existem 27 praças e locais para a prática esportiva. Uma empresa cachoeirense ganhou a licitação do governo municipal para melhorar a infraestrutura delas, como a colocação de playgrounds, enjardinamento e arborização, com árvores plantadas no Horto Florestal Municipal.

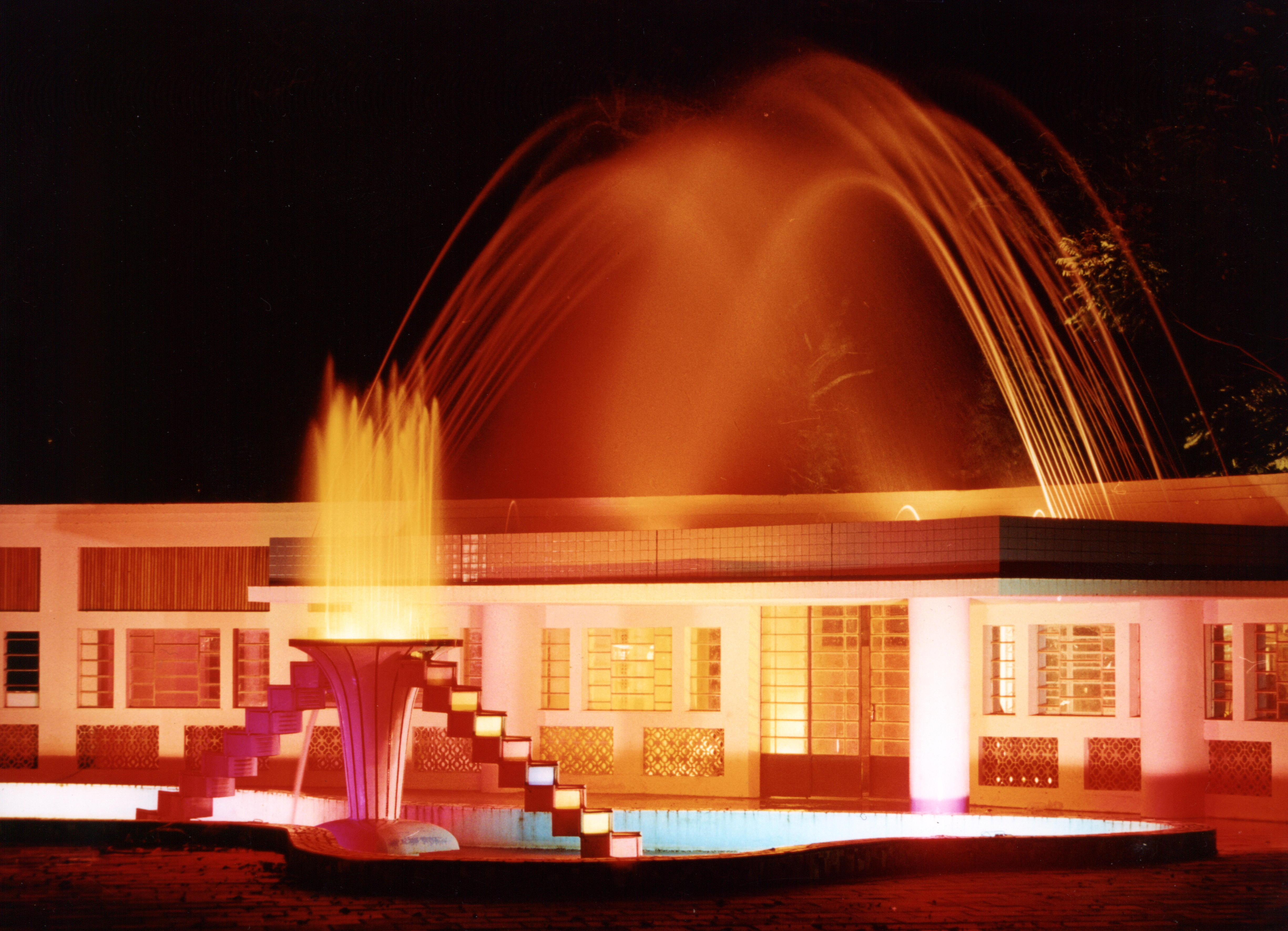
Fonte das Águas Dançantes, na Praça José Bonifácio.

O Zoológico Municipal de Cachoeira do Sul é considerado o segundo maior zoológico do Rio Grande do Sul, abriga uma grande variedade de animais da região, assim sendo um lugar bastante procurado para estudos da fauna. Também há um orquidário, muitas outras espécies de flora e o maior serpentário do interior do Rio Grande do Sul. O Parque da Fenarroz é muito utilizado durante festas populares, principalmente na época da própria Fenarroz, diariamente não tem importância significativa, mais usado para a prática de caminhadas e corridas.
A Praia Nova é, no verão, o principal ponto de lazer e diversão de Cachoeira do Sul. O balneário, localizado no rio Jacuí, tem em suas areias, capacidade para quatro mil pessoas, sendo um dos maiores da região.
Mais recentemente, no ano de 2015 foi inaugurado o Orlando Plaza Shopping, o primeiro shopping da história da cidade que foi planejado e construído pelo empresário Orlando Tischler. O espaço conta com elevadores, duas escadas rolantes, praça de alimentação com diversas opções, duas salas de cinema 3D, estacionamento no subsolo e mais de 20 lojas, inclusive com franquias nacionais.

### Sociedade
Cachoeira do Sul conta com diversos clubes, dentre os quais se destacam: Sociedade Rio Branco (SRB), Sociedade União Cachoeirense (SUC), Clube Comercial Cachoeirense (CCC), Grêmio Náutico Tamandaré (GNU) e Caiçara Piscina Tênis Clube. Também possui representatividade na cidade duas entidades do Lions Club e seis do Rotary Club, ambos clubes de apoio à comunidade.
Há diversas casas noturnas, como a Hype (que costuma tocar música eletrônica e pop rock), Casa Nova e Clube Seresta, conhecidas como bailões por tocarem ritmos como forró, sertanejo e música regional gaúcha. Em vários pontos da cidade se encontram os Centros de Tradições Gaúchas, os populares CTGs.
Cachoeira possui o oitavo maior parque gráfico do Rio Grande do Sul, devido ao grande número de gráficas (cinco), além das gráficas próprias dos dois jornais da cidade.

### Paleontologia
No município estão localizados afloramentos de grande importância e que têm contribuído para a paleobotânica, na Formação Rio Bonito e data do Sakmariano, no Permiano.[carece de fontes?] A Ulbra/Cachoeira do Sul possui uma equipe de profissionais especializados em paleontologia. Esse grupo foi quem descobriu, em Agudo, município próximo a Cachoeira, os fósseis de dois dos dinossauros mais antigos do planeta: o Sacissauro;

### Esportes
Há vários campeonatos esportivos disputados em Cachoeira do Sul, como as Olimpíadas Escolares, anuais, organizadas pela Prefeitura, Ulbra, Serviço Social do Comércio e Jornal do Povo; a Taça de Futsal, com oito times de futsal; e o Cachoeirão, campeonato amador de futebol, na qual a sua prática é feita no Centro Esportivo Municipal Pedro Germano.
Na cidade há espaço para a prática de voleibol, futsal, basquete e handebol nos quatro ginásios existentes na cidade, do qual o principal é o Ginásio Dom Pedro I, localizado no Parque da Fenarroz. Está em construção o Ginásio Municipal. Corridas e caminhadas também são praticadas no Parque da Fenarroz e junto às próprias ruas da cidade, com circuito de rústica em frequência mensal. Há duas quadras poliesportivas, uma na Praça José Bonifácio e outra na Praça da Caixa d'Água, uma pista de skate na Praça José Bonifácio e pistas de patinação e ciclismo na Praça Honorato. Musculação, natação e tênis são praticados em clubes. Há esportes náuticos no rio Jacuí, como canoagem e remo. Também tem hipismo, que é disputado no Jockey Club de Cachoeira do Sul, localizado no Prado.
Na cidade há dois times de futebol profissional: o Grêmio Esportivo São José e o Cachoeira Futebol Clube. O estádio dos dois times é o Joaquim Vidal, que possui capacidade para cinco mil pessoas. Apesar de haver a rivalidade Ca-sé (Cachoeira versus São José), tal clássico fora realizado apenas três vezes.

## Problemas
Cachoeira possui diversos problemas sociais. A criminalidade em Cachoeira cresceu desde a década de 1990: diariamente ocorrem assaltos a mão armada, arrombamento de casas e furtos a carros. Uma prática recente e que vinha sendo feita apenas na Região Sudeste do Brasil também está presente: a compra de cartões para celulares pré-pagos em troca de uma suposta premiação e o "falso sequestro". Entre 2006 e 2007, a cidade apresentou um aumento de 51% no número de assaltos, passando de 131 para 199 roubos e furtos.
O crime de abigeato também é alto. Segundo a Polícia Civil do município, são roubadas três cabeças de gado a cada dez dias. Uma nova modalidade de assalto vem sendo praticada: pedestres que circulam nas calçadas são abordados por jovens que usam a motocicleta e fogem levando os pertences dos assaltados. Quanto ao roubo de carros, Cachoeira está na 44ª posição entre as cidades que mais acontecem esse tipo de crime no estado.
Outro problema é a mortalidade infantil. O período compreendido entre março de 2006 e março de 2007 registrou índice de 18,1 mortes por mil recém nascidos, ficando na segunda posição dentre as cidades entre 70 e 110 mil habitantes, perdendo apenas para Santana do Livramento.
No subúrbio têm surgido construções irregulares em terrenos de propriedade privada, assim criando pequenas favelas. A saturação no trânsito, em função das ruas estreitas da cidade, principalmente no Centro, causa engarrafamentos de veículos, principalmente nos horários de pico. Acontecem acidentes quase que diariamente, pela falta de estacionamentos na área central da cidade e com o calçamento irregular e antigo, formado praticamente por paralelepípedos, os prejuízos com carros na cidade tornam-se altos.